# Google Play
Google Play je online distribuční služba firmy Google, která vznikla 22. října 2008 jako Android Market. V současné době Google Play poskytuje několik druhů digitálního obsahu, ke kterému je možné přistupovat z počítače nebo z mobilního telefonu vybaveného operačním systémem Android nebo prostřednictvím Android TV.
Primárně je Google Play zaměřen na distribuci aplikací pro chytré telefony a tablety s Androidem, tato část se nazývá Obchod Play. Pro stahování her je do Google Play integrována služba Google Play Games. Google Play distribuuje také elektronické knihy díky službě Google Play Books. Další oblastí, do které Google Play do roku 2020 zasahoval, byla online distribuce hudby. Tato oblast se jmenovala Google Play Music a v prosinci 2020 byla ukončena a částečně nahrazena službou YouTube Music. Čtvrtá oblast nesla do roku 2022 název Google Play Movies & TV, a byla zaměřena na distribuci filmů a jiných videí. V květnu 2022 byla služba pro Českou republiku oddělena od Google Play a přejmenována na Google TV, která již v České republice a na Slovensku není dostupná.

## Podmínky služby
Základním a nutným požadavkem pro využívání služby Google Play, je být zaregistrovaný u společnosti Google. Po registraci bude mít uživatel vytvořený e-mailový účet u služby Gmail, který bude sloužit jako přihlašovací údaj do Google Play. Pro možnost zakoupení placeného digitálního obsahu je také nutné vlastnit bankovní účet s aktivovanými internetovými platbami. Bankovní údaje je nutné zadat do Peněženky Google.

## Obchod Google Play
Obchod Google Play je přímým nástupcem Android Marketu, který vznikl 23. října 2008, a následně byl 27. října 2008 otevřen pro vývojáře třetích stran a jejich aplikace.. V Obchodu Google Play jsou k dispozici bezplatné i placené aplikace, které jsou na Obchod Play nahrávány samotnými vývojáři, pro mobilní telefony a tablety s operačním systémem Android. Prostřednictvím Play Store může vývojář distribuovat aktualizace aplikací a získávat zpětnou vazbu od uživatelů, kteří zanechali k dané aplikaci komentář. Přesto Google odstranil všechny aplikace odstraňující reklamu ze zařízení.

### Stahování a platby
Stahování nebo zakoupení aplikace je možné provést prostřednictvím mobilního telefonu nebo webového rozhraní, za podmínky, že je uživatel bezplatně registrován u služby Gmail. Katalog aplikací disponuje inteligentním vyhledáváním, které vyhledá a zobrazí pouze ty aplikace, které jsou kompatibilní se zařízením přihlášeného uživatele.
Je-li aplikace placená, je k úspěšnému stáhnutí nutné zadat bankovní údaje do Peněženky Google. Po případném zakoupení nechtěné aplikace, je možné aplikaci do 15 minut vrátit, a peníze získat zpět.

### Počet aplikací
Počet dostupných aplikací v katalogu poměrně rychle roste. V září 2016 jich bylo zaznamenáno 2 340 000 a celkem 82 miliard jich bylo staženo.
| Rok  | Měsíc    | Dostupných aplikací | Počet stáhnutí        |
| ---- | -------- | ------------------- | --------------------- |
| 2009 | Březen   | 2 300               |                       |
| 2009 | Prosinec | 16 000              |                       |
| 2010 | Březen   | 30 000              |                       |
| 2010 | Duben    | 38 000              |                       |
| 2010 | Srpen    | 80 000              | 1 miliarda (Červenec) |
| 2010 | Říjen    | 100 000             |                       |
| 2011 | Květen   | 200 000             | 4.5 miliardy          |
| 2011 | Červenec | 250 000             | 6 miliard             |
| 2011 | Říjen    | 319 000             |                       |
| 2011 | Prosinec | 380 297             | 10 miliard            |
| 2012 | Leden    | 400 000             |                       |
| 2012 | Únor     | 450 000             |                       |
| 2012 | Květen   | 500 000             |                       |
| 2012 | Červen   | 650 000             | 20 miliard            |
| 2012 | Září     | 675 000             | 25 miliard            |
| 2013 | Květen   | 695 000             | 48 miliard            |
| 2013 | Červenec | 1 000 000           | 50 miliard            |
| 2016 | Září     | 2 340 000           | 82 miliard            |
| 2017 | Únor     | 2 700 000           |                       |
| 2018 | -        | 2 600 000           |                       |
| 2019 | -        | 2 800 000           |                       |
| 2020 | -        | 2 950 000           |                       |
| 2021 | -        | 2 605 000           |                       |
| 2022 | Prosinec | 3 718 000           |                       |

## Hry Google Play
Tato služba umožňuje stahovat neplacené i placené hry dostupné v aplikaci Obchod Play. Díky intergraci v systému Google Play umožňuje hráčům zaznamenávat své herní úspěchy díky hernímu profilu. Hráčovo skóre se pak ukládá na jeho herní profil.

## Knihy Google Play

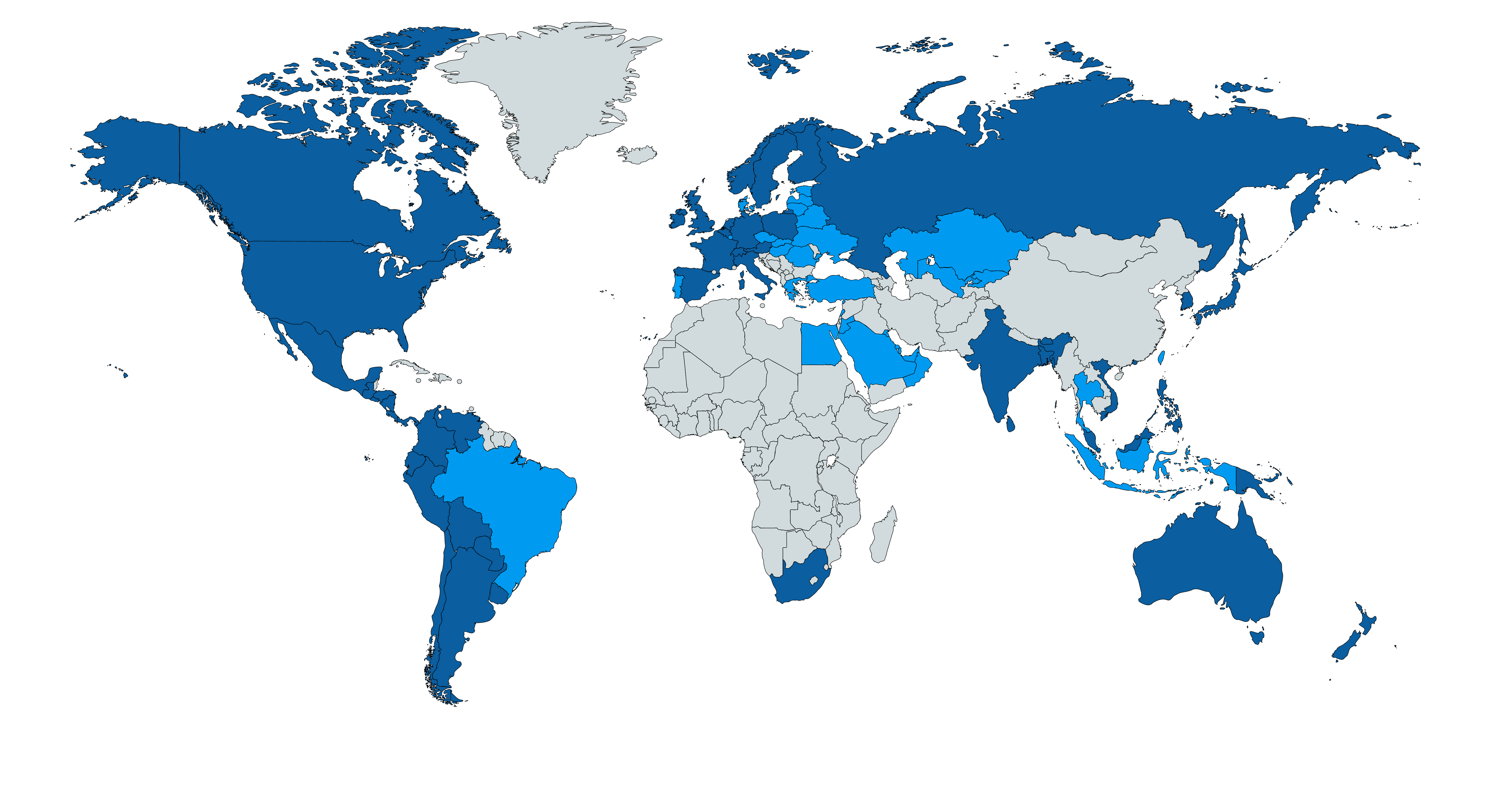
Země, kde jsou Knihy Google Play dostupné

Služba Knihy Google Play je zaměřena na online distribuci knih v elektronickém formátu, tzv. eknihy. V databázi se nachází přes 4 miliony různých bezplatných nebo placených elektronických knih. Některé knihy si je možné zapůjčit. Ke službě je možné přistoupit prostřednictvím internetového prohlížeče nebo pomocí mobilního zařízením s operačním systémem Android.
Uživatel, který se ke službě Knihy Google Play přihlásí, si může vytvořit vlastní virtuální knihovnu, která je uložena na internetu a je tudíž dostupná z více zařízení najednou. Čtené knihy zůstávají uchovány na internetu, některé z nich lze, za podmínky volné licence nebo souhlasu autora, zpřístupnit offline (stáhnout do zařízení).

### Formáty knih
Existuje několik formátů knih, které se na Knihy Google Play objevují. První z nich kniha ve formátu ePub, druhý formát je PDF, třetí ASCM. Knihy Google Play vždy informují o jaký typ knihy se jedná.
Knihy ve formátu ePub jsou tvořeny adaptivním textem, který se přizpůsobí velikosti obrazovky. Uživatel si může snadno měnit vlastnosti písma a odstavců. Knihy ve formátu PDF mohou být dvojího typu. První z nich obsahuje adaptivní text včetně obrázků. Druhý typ je tvořen jednotlivými oskenovanými originálními stránkami. U některých knih je možné přepínat mezi oběma typy zobrazení. Kniha ve formátu ASCM, vyvinutým společností Adobe, se objeví v zařízení tehdy, když si jí uživatel zpřístupní offline (stáhne si jí). Tento formát má v sobě zabudované ochrany proti nelegálnímu rozmnožování.
Knihy Google Play jsou od července 2013 přístupné i pro uživatele z České republiky.

## Hudba Google Play (2011 – 2020)
Služba Hudba Google Play byla spuštěna v USA dne 16. listopadu 2011. Jednalo se o online hudební knihovnu, ve které bylo možné zakoupit jednotlivé skladby a alba, nebo je neomezeně poslouchat on-line prostřednictvím počítačů a mobilních zařízení. Součástí služby byl prostor pro uložení vlastních skladeb, tedy i skladeb zakoupených jiným způsobem, do hudební knihovny. Do této knihovny bylo možné nahrát až 20 000 skladeb, které se uživateli zpřístupnily pro jeho počítač a pro všechna jeho zařízení s operačním systémem Android. V prostředí vlastní Hudba Google Play knihovny bylo možné poté skladby přiřazovat do playlistů popřípadě zpřístupnit i v režimu offline (stáhnout do zařízení) 
Služba Hudba Google Play byla zpřístupněna pro uživatele z České republiky od 1. října 2013. Počáteční cena za neomezené užívání služby byla nastavena ve výši 129 Kč měsíčně, českým uživatelům byl také nabídnut měsíční bezplatný provoz k vyzkoušení služby. Hudebníkům nabízela aplikace možnost prodeje vlastních skladeb, a to za jednorázový vstupní poplatek 25 $. 
Služba byla v prosinci 2020 ukončena a Google nabádá uživatele k přechodu na YouTube Music.

## Google TV
Google TV (do května 2022 Filmy Google Play) je služba, která se zabývá online distribucí filmů a jiných videí. Po zaregistrování u služby Gmail je Google TV dostupné buď z internetového prohlížeče počítače, uživatelům se zařízením s operačním systémem Android, nebo prostřednictvím Android TV.
V online katalogu je možné vyhledávat videa, které lze následně zhlédnout, pokud jsou šířena bezplatně, popřípadě zakoupit nebo zapůjčit.
Předchůdce Google TV Filmy Google Play bylo přístupné pro uživatele z České republiky od června 2014. V květnu 2022 byla služba vyjmuta z Obchod Play a přejmenována z původního názvu Filmy Google Play na Google TV.

## Dostupnost
Služba Google Play je dostupná ve většině zemí světa v celém svém rozsahu. Omezení některých služeb může mít více podob.
K roku 2012 se dostupnost služeb v různých státech světa lišila:
Obchod Play: nakupovat placené aplikace je možné v těchto zemích: 
Google Play (2025): služba je dostupná v těchto zemích: Albánie, Alžírsko, Angola, Antigua and Barbuda, Argentina, Arménie, Aruba, Austrálie, Rakousko, Ázerbájdžán, Bahamy, Bahrajn, Bangladéš, Bělorusko, Belgie, Belize, Benin, Bolívie, Bosna a Hercegovina, Botswana, Brazílie, Bulharsko, Burkina, Kambodža, Kamerun, Kanada, Kapverdy, Chile, Kolumbie, Kostarika, Pobřeží slonoviny, Chorvatsko, Kypr, Česko, Dánsko, Dominikánská republika, Ekvádor, Egypt, Salvador, Estonsko, Fidži, Finsko, Francie, Gabon, Gruzie, Německo, Ghana, Gibraltar, Řecko, Guatemala, Guinea-Bissau, Haiti, Honduras, Hongkong, Maďarsko, Island, Indie, Indonésie, Irák, Irsko, Izrael, Itálie, Jamajka, Japonsko, Jordánsko, Kazachstán, Keňa, Kuvajt, Kyrgyzstán, Laos, Lotyšsko, Libanon, Lichtenštejnsko, Litva, Lucembursko, Macao, Severní Makedonie, Malajsie, Mali, Malta, Mauritius, Mexiko, Moldavsko, Monako, Maroko, Mosambik, Myanmar, Namibie, Nepal, Nizozemsko, Nizozemské Antily, Nový Zéland, Nikaragua, Niger, Nigérie, Norsko, Omán, Pákistán, Panama, Papua Nová Guinea, Paraguay, Peru, Filipíny, Polsko, Portugalsko, Katar, Rumunsko, Rusko, Rwanda, San Marino, Saúdská Arábie, Senegal, Srbsko, Singapur, Slovensko, Slovinsko, Jihoafrická republika, Jižní Korea, Španělsko, Srí Lanka, Švédsko, Švýcarsko, Tchaj-wan, Tádžikistán, Tanzanie, Thajsko, Togo, Trinidad and Tobago, Tunisko, Turecko, Turkmenistán, Uganda, Ukrajina, Spojené arabské emiráty, Spojené království, USA (včetně: Portoriko, Americká Samoa, Guam, Marshallovy ostrovy, Severní Mariany, Palau and Americké Panenské ostrovy), Uruguay, Uzbekistán, Venezuela, Vietnam, Jemen, Zambie, Zimbabwe.
Knihy Google Play: služba je dostupná v těchto zemích: Argentina, Austrálie, Belgie, Bolívie, Brazílie, Česko, Dánsko, Dominikánská republika, Ekvádor, Filipíny, Finsko, Francie, Guatemala, Honduras, Hongkong, Chile, Indie, Indonésie, Irsko, Itálie, Japonsko, Jihoafrická republika, Jižní Korea, Kanada, Kolumbie, Kostarika, Lucembursko, Maďarsko, Malajsie, Mexiko, Německo, Nikaragua, Nizozemsko, Norsko, Nový Zéland, Panama, Paraguay, Peru, Polsko, Portugalsko, Rakousko, Rumunsko, Rusko, Řecko, Salvador, Singapur, Spojené království, Spojené státy americké, Španělsko, Švédsko, Švýcarsko, Thajsko, Tchaj-wan, Turecko, Uruguay, Venezuela a Vietnam a další.
Filmy Google Play (do 2022): služba byla dostupná v těchto zemích: Albánie, Antigua a Barbuda, Argentina, Arménie, Aruba, Austrálie, Ázerbájdžán, Belgie, Belize, Bělorusko, Benin, Bolívie, Botswana, Brazílie, Burkina Faso, Česko, Dánsko, Dominikánská republika, Ekvádor, Estonsko, Fidži, Filipíny, Finsko, Francie, Gabon, Guatemala, Haiti, Honduras, Hongkong, Chile, Chorvatsko, Indie, Itálie, Irsko, Jamajka, Japonsko, Jižní Korea, Kambodža, Kanada, Kapverdy, Kazachstán, Kolumbie, Kostarika, Kyrgyzstán, Laos, Litva, Lotyšsko, Lucembursko, Mali, Mauricius, Mexiko, Moldavsko, Namibie, Německo, Nepál, Niger, Nikaragua, Nizozemsko, Norsko, Nový Zéland, Panama, Papua Nová Guinea, Paraguay, Peru, Pobřeží slonoviny, Polsko, Portugalsko, Rusko, Rwanda, Řecko, Salvador, Senegal, Slovensko, Spojené království, Spojené státy americké, Srí Lanka, Španělsko, Švédsko, Švýcarsko, Tádžikistán, Tanzanie, Thajsko, Togo, Trinidad a Tobago, Turkmenistán, Uganda, Uruguay, Uzbekistán, Venezuela, Zambie a Zimbabwe. Televizní pořady jsou dostupné pouze v Austrálie, Japonsko, Kanada, Spojené království, Spojené státy a další.
Google postupně službu Google Play zpřístupňuje ve více zemích světa a cílem je zpřístupnit službu celosvětově, seznam států se proto stále upravuje.